# Therme Fohnsdorf

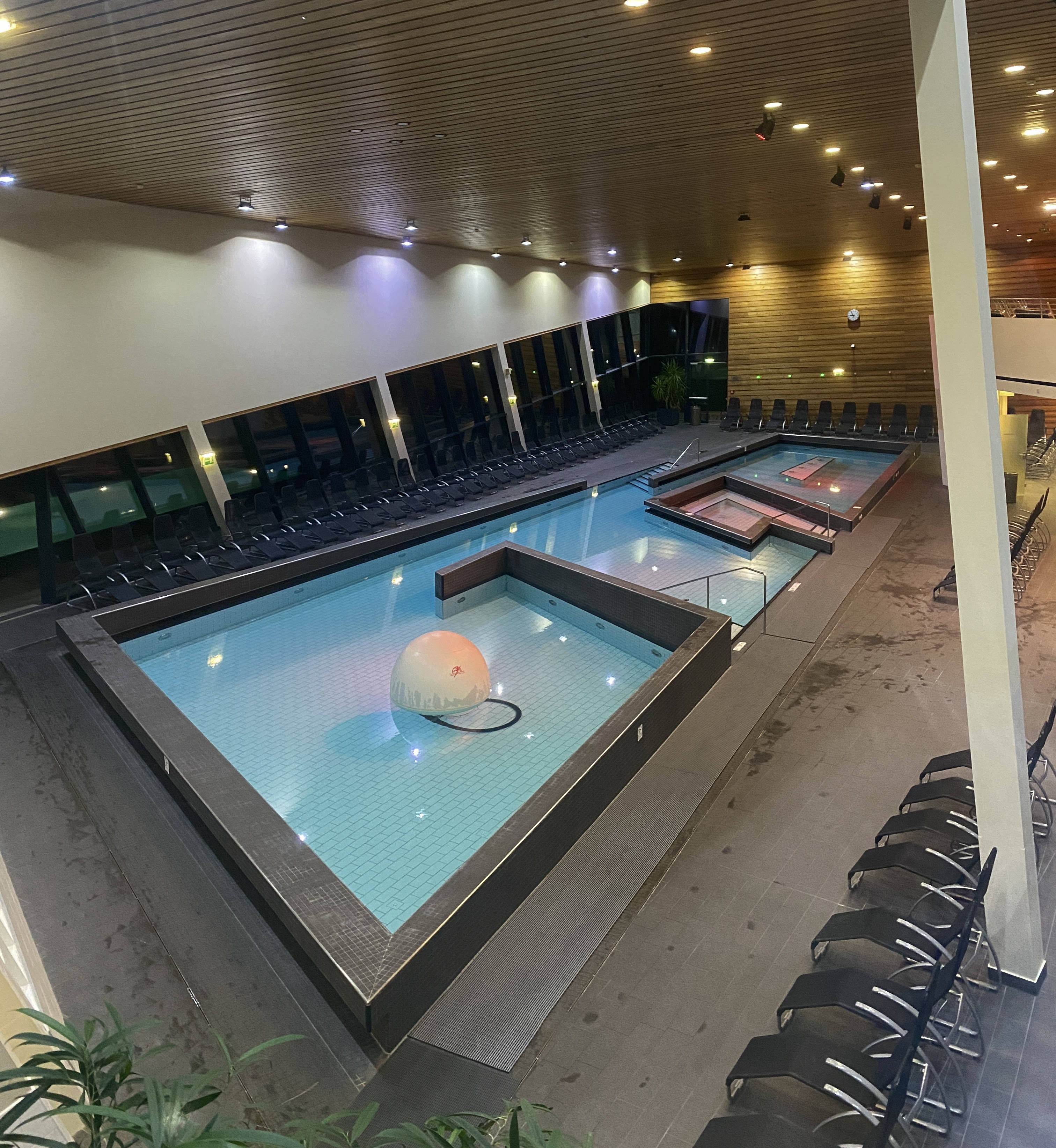
Innenbereich mit Wellenbad und Whirlpool

Die Therme Fohnsdorf, vermarktet unter Aqualux-Therme Fohnsdorf, ist ein im Jahr 2007 eröffnetes Thermalbad in Fohnsdorf in der Steiermark mit Innen- und Außenbecken, die von Natrium-Chlorid-Hydrogencarbonat–Thermal-Mineral-Wasser versorgt wird. Verwaltet wird das Bad von der städtischen Therme Fohnsdorf Errichtungs- und Betriebs GmbH.

## Entdeckungsgeschichte der Therme
1940 wollten Arbeiter eines Bergwerks die Schachttiefe vergrößern. Bei einer Bohrung schoss warmes Wasser in den Schacht, es wurde eine Thermalquelle mit einer Schüttung von 700 Liter pro Minute und einer Wärme von circa 39 °C angetroffen. Danach wurde der Schacht überflutet und geschlossen. Da der Kohleabbau damals noch lukrativ war, wurde dieser Entdeckung kaum Bedeutung zugemessen. Erst Jahrzehnte später wurde das Thermalwasser durch eine Tiefbohrung neu erschlossen und deren Wasserzusammensetzung analysiert, wobei sich die hohe Qualität der Quelle herausstellte. Mitte 1995 bohrte eine private Thermengesellschaft am späteren Ort des Bades erneut nach Thermalwasser.
Im Jahr 2002 wurde die Tiefbohrung Gabelhofen Thermal 1 im Fohnsdorfer Becken in einer Teufe von 2000 m fündig und das Thermalwasser tritt dort mit einer Temperatur von 42,2 °C aus.

## Planung und Bau

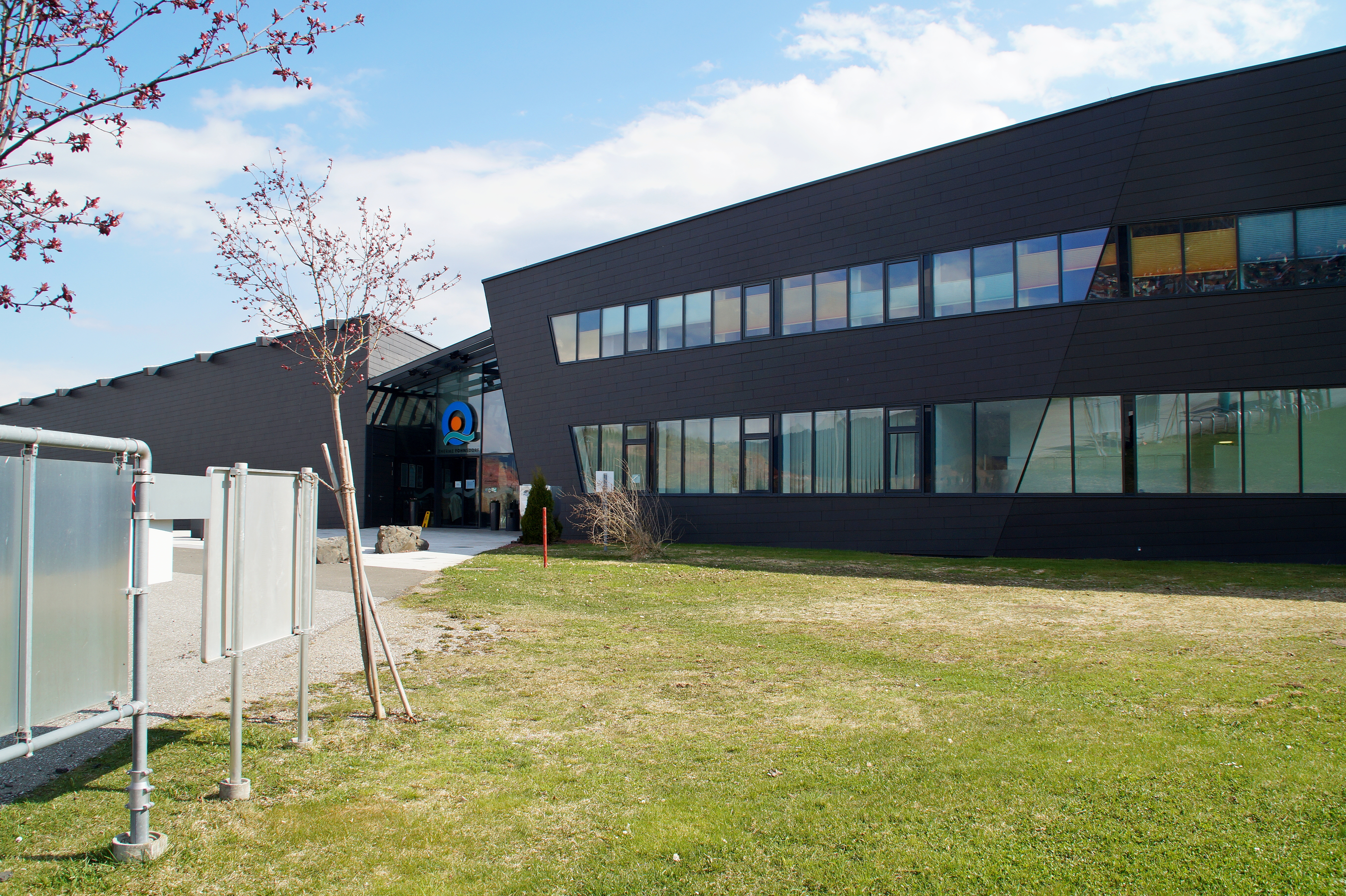
Die Therme Fohnsdorf

Im Oktober 1996 erhielt eine private Thermengesellschaft das Baurecht auf einem für die Errichtung des Thermalbades notwendigen Grundstück der Gemeinde Fohnsdorf, im Gegenzug verpflichtete sich die Gesellschaft zum Bau eines Erlebnisbades mit Freizeitanlagen. Die genannte Gesellschaft ging 1999 jedoch in Konkurs, wodurch sich das Projekt verschob. Ende 2000 kaufte schließlich eine Privatstiftung ein Grundstück aus der Konkursmasse sowie ein Hotel, womit ein neuerlicher Anlauf des Thermalprojekts gestartet wurde. Bereits Ende 2001 wurde jedoch auch dieses Projekt ad acta gelegt, da sich die Privatstiftung zurückzog. Daher nahm die Gemeinde Fohnsdorf den Thermenbau schließlich selbst in die Hand und kaufte 2003 das Thermengrundstück, die Rechte zur Nutzung der Thermalwasserbohrung und wichtige Unterlagen, im gleichen Jahr wurde die damalige Fohnsdorf Errichtungs- und Planungs GmbH als Tochtergesellschaft der Stadtwerke gegründet. Eine Analyse wies für die Therme ein Marktpotenzial von 311.000 Tagesgästen pro Jahr aus. Im November 2004 wurde ein Architektenwettbewerb für das Thermalbad ausgerufen, dessen Sieger im Jänner 2005 ermittelt wurde.
Im September 2006 wurde schließlich mit dem Bau der Therme begonnen, wobei mehrmals Fördergelder von der Steiermärkischen Landesregierung flossen. Ursprünglich hätte die Errichtung 21,5 Millionen Euro kosten sollen, die Kosten stiegen aber auf 21,68 Millionen an. Diese Kostensteigerung wurde bereits während der Bauphase zum Politikum. Im Juni 2011 führte der Bericht des Rechnungshofs erneut zu einer politischen Debatte, weil festgestellt wurde, dass die Planungsgrundlagen unrealistisch waren, da statt der geplanten 311.000 Tagesgäste nur etwa 130.000 Personen die Therme pro Jahr besuchen. Außerdem kam es beim Bau zu Umplanungen, die zu Kostensteigerungen führten. Die stark verschuldete Gemeinde hatte auch mehrmals ihre Befugnisse überschritten. Gegen Bürgermeister Johann Straner (SPÖ, dann „Liste Hans“) ermittelte die Staatsanwaltschaft wegen Amtsmissbrauchs und Untreue, worauf der Bürgermeister seines Amts enthoben und Anfang des Jahres ein Regierungskommissär eingesetzt wurde. Am 3. März 2017 wurde Straner vom Gericht verurteilt.
Am 7. Dezember 2007 wurde die Thermenlandschaft nach 15-monatiger Bauzeit mit Gesamtkosten von 26 Millionen Euro eröffnet.

## Betrieb

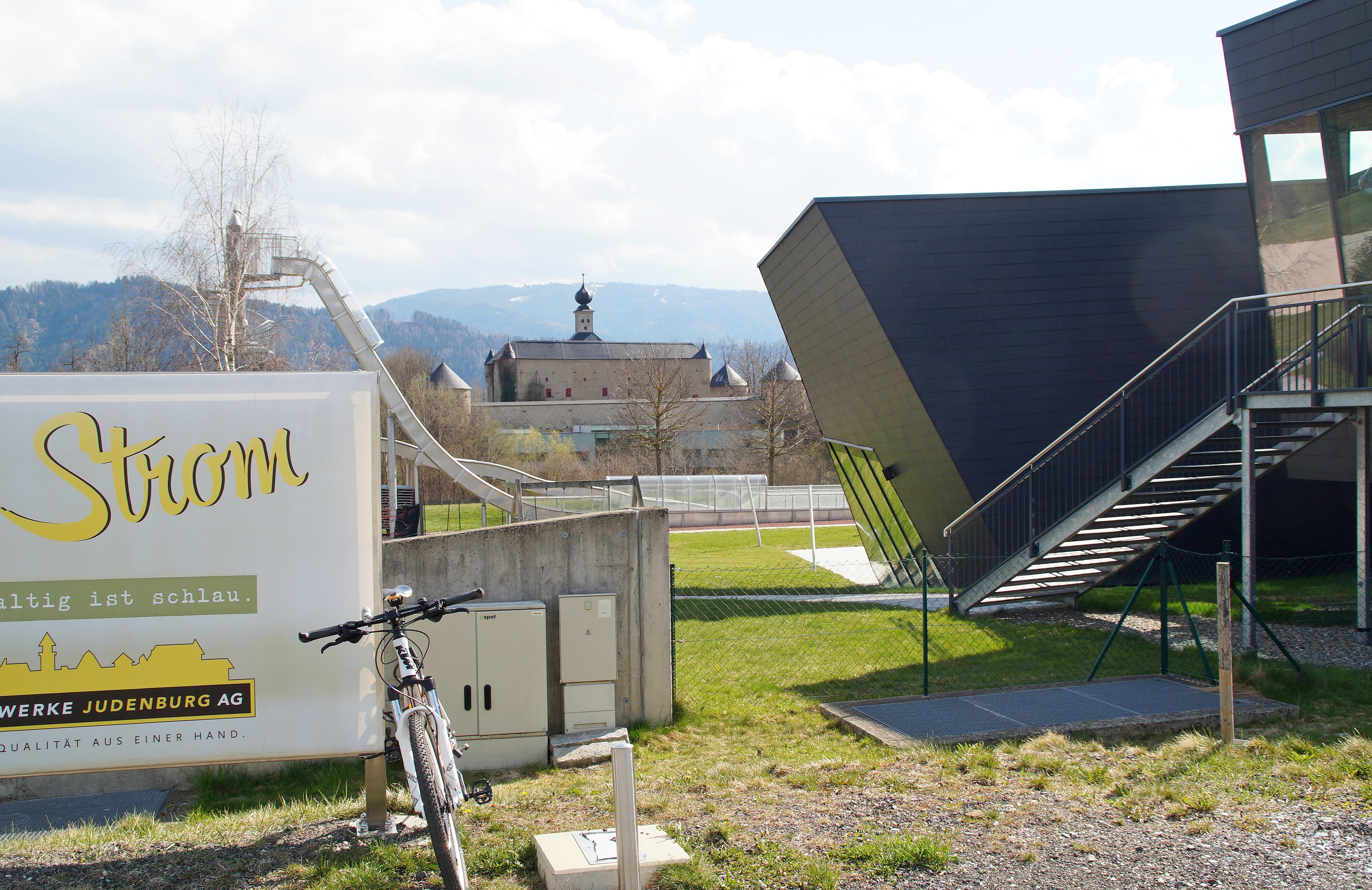
Blick von der Therme zu Mateschitz’ Schloss Gabelhofen

Die Therme Fohnsdorf verfügt über eine 9000 Quadratmeter große Thermalwasserlandschaft. Neben einem für solche Anlagen üblichen Sportschwimmbad und einem gesonderten Kinder- und Kleinkinderbereich verfügt die Therme über einen Wellnessbereich, eine Saunalandschaft sowie ein Gesundheitszentrum. Im Jahr 2011 besuchten ca. 135.000 Besucher die Thermenanlage.
Im April 2021 wurde der Verkauf der Therme Fohnsdorf an Dietrich Mateschitz bekannt.